# Hypothekenbank
Hypothekenbank (englisch mortgage bank; schweizerisch Hypothekarbank) ist die veraltete Bezeichnung für Pfandbriefbanken, deren Bankgeschäft das Pfandbriefgeschäft umfasst, das als Refinanzierung für die Beleihung von Immobilien dient.

## Allgemeines
Aufgrund des Hypothekenbankgesetzes (HBG) vom Juli 1899 nannten sie sich Hypothekenbanken. Aus dem zusammengesetzten Wort ergab sich, dass sie als Kreditsicherheit Hypotheken oder Sicherungsgrundschulden bei Immobilienfinanzierungen hereinnahmen. Das Gesetz präsentierte in § 1 HBG eine Legaldefinition, wonach Hypothekenbanken privatrechtliche Kreditinstitute sind, „deren Geschäftsbetrieb darauf gerichtet ist,
1. inländische Grundstücke zu beleihen und auf Grund der erworbenen Hypotheken Schuldverschreibungen (Hypothekenpfandbriefe) auszugeben,
2. Darlehen an inländische Körperschaften und Anstalten des öffentlichen Rechts oder gegen Übernahme der vollen Gewährleistung durch eine solche Körperschaft oder Anstalt zu gewähren (Kommunaldarlehen) und auf Grund der erworbenen Forderungen Schuldverschreibungen (Kommunalschuldverschreibungen) auszugeben“.

Die drei Großbanken besaßen 1989 jeweils eine große Hypothekenbank. Die Deutsche Bank hielt die Mehrheit bei der Hypothekenbank Frankfurt, die Dresdner Bank die Deutsche Hypothekenbank Frankfurt und die Commerzbank die Rheinische Hypothekenbank; alle drei Hypothekenbanken sind seit August 2002 Teil der Hypothekenbank Frankfurt. Das Pfandbriefgesetz (PfandBG) vom Juli 2005 führte den Begriff Pfandbriefbanken ein, doch dürfen die bisherigen Hypothekenbanken ihren Namen nach § 43 PfandBG weiterhin behalten. Hypothekenbanken sind in Deutschland die bedeutendste Bankengruppe unter den Spezialbanken und werden in der Bankenstatistik der Deutschen Bundesbank unter dem Oberbegriff Realkreditinstitute geführt.

## Geschichte

### Landschaften als Vorläufer
Die preußische Hypotheken- und Konkursordnung von 14. April 1722 regulierte erstmals das Hypothekenwesen. Sie sah vor, das bei jedem mit dem Hypothekenwesen befassten Gericht ein vollständiges Grund- und Hypothekenbuch eingerichtet werde, das alle Immobilien des Bezirks mit genauer Bezeichnung und Nummerierung enthalten sollte. Jedem Grundstück war der Name des Eigentümers, der Erwerbstitel und der Erstehungspreis beizufügen. Im April 1748 wurde das System der Gläubigerklassifikation mit Berücksichtigung des Verschuldungsgrundes beseitigt und durch ein reines Prioritätsprinzip nach dem Zeitpunkt der Eintragung ersetzt. Es kam nun wesentlich darauf an, dass der Hypothekengläubiger möglichst an erster Stelle eingetragen war. Ersichtlich erste Hypothekenbank war die im Juni 1770 gegründete Schlesische Landschaft, ein genossenschaftliches öffentlich-rechtliches Kreditinstitut, das 50 % des adeligen Grundbesitzwertes belieh und diese Kredite mit Inhaberpfandbriefen refinanzierte. Ihr folgten im Juni 1777 das Kur- und Neumärkische Ritterschaftliche Kreditinstitut, danach die Landschaften in Pommern im März 1781, Westpreußen 1787 und Ostpreußen 1788. Die Hypothekenordnung vom 20. Dezember 1783 präzisierte das bisherige Recht und beschäftigte sich mit Verpfändung und Zession von Hypotheken. Nach deutschem Muster der „Landschaften“ entstand 1823 in Holland die Groningsche Landschaft. Kurz danach entstand 1824 in Frankreich die Caisse hypothécaire, die aber 1841 schloss.
Die ersten Hypothekenbanken in der Schweiz waren 1849 die Basellandschaftliche Hypothekenbank, an welcher der Kanton zu 10 % beteiligt war, und die Caisse hypothécaire à Genève, denen 1851 die Thurgauische Hypothekenbank folgte. Die erste Privathypothekenbank in Österreich entstand 1863 unter der Firma Oesterreichische Bodenkredit-Anstalt nach Muster des französischen Credit Foncier.

### Etablierung in der Urbanisierung
Aufgrund eines Gesetzes vom 28. Februar 1852, welches Bodenkreditgesellschaften für Gläubiger und Schuldner in Frankreich regelte, entstand als erste Hypothekenbank in der Rechtsform der Aktienbank die im Juli 1852 in Paris gegründete Banque Foncier (Bodenkreditbank), die sich auf alle Départements ausdehnte und sich dann Crédit Foncier de France nannte. Die im März 1856 gegründete Allgemeine Deutsche Credit-Anstalt in Leipzig übernahm 1858 die Funktion einer gemischten Hypothekenbank, im Dezember 1862 folgte die Hypothekenbank Frankfurt. Sie war zusammen mit der im gleichen Jahr gegründeten Hypothekenbank im Herzogtum Sachsen-Meiningen das erste ausschließliche Hypothekeninstitut auf Aktienbasis in Deutschland. Zudem waren es die beiden ersten Institute die satzungsgemäß das gesamte Gebiet des Deutschen Bundes bearbeiten sollten. Hypothekenbanken auf Aktienbasis waren bereits zuvor in verschiedenen deutschen Ländern diskutiert worden, insbesondere in Preußen gab es jedoch große Vorbehalte wegen einer befürchteten Unsicherheit des Geschäftsmodells. Nach den Gründungen in Frankfurt und Sachsen-Meiningen setzte sich das Modell aber schnell durch. Als 1864 die Bayerische Hypotheken- und Wechselbank das Recht zur Pfandbriefemission erhielt, wurde das bereits 1835 gegründete Institut zu einer gemischten Hypothekenbank. Von 1862 an waren in Deutschland binnen kurzer Zeit an die 30 Hypothekenbanken gegründet worden. Sie gewährten dem Grundbesitzer Hypothekendarlehen und refinanzierten sich durch die Ausgabe von Pfandbriefen. Die Geschäftstätigkeit war nur bei wenigen dieser Banken auf die erwähnten Sparten beschränkt, vielmehr ließen ihre Statuten weitere, zum Teil auch alle Arten von Bankgeschäften zu. Preußen folgte 1870 mit der Gründung der Preußischen Central-Bodenkredit-Aktiengesellschaft vergleichsweise spät. Zudem bleiben dort vergleichsweise restriktive Vorschriften zur Beigabe von Pfandbriefen in Kraft, von denen lediglich die Preußische Central-Bodenkredit-Aktiengesellschaft befreit war.
Die Braunschweig-Hannoversche Hypothekenbank AG wurde 1871 gegründet. Architekt Hermann Otto Pflaume errichtete 1894 in der Kölner Bankenmeile Unter Sachsenhausen 2 ein dreistöckiges Bankgebäude für die gerade gegründete Rheinisch-Westfälische Boden-Credit-Bank.
Die Gründung der Hypothekenbanken verlief in Wechselwirkung mit dem raumgreifenden Städte- und vor allem Wohnungsbau vor dem Hintergrund einer voranschreitenden Urbanisierung im Rahmen der Industriellen Revolution in Deutschland. Für diesen nahmen gewerbliche Immobilieninvestoren eine wachsende Rolle ein. Insbesondere agierten zunehmend Terraingesellschaften, die vor allem den Kauf von größeren Baugrundstücken, die Bauplanung und Verkehrserschließung für ganze Stadtquartiere abwickelten und entweder die Grundstücke an Bauherren weiterverkauften oder Mietshäuser errichten ließen und diese an Investoren veräußerten oder auch im eigenen Bestand behielten, um Mieteinnahmen zu erzielen. Dieses Geschäftsmodell wurde mithilfe erheblicher Anteile von Fremdkapital betrieben. Dieses stellten die immer zahlreicheren Hypothekenbanken, oft auch als Tochtergesellschaften bestehender Bankhäuser gegründet, über Pfandbriefe zur Verfügung.

### Erste Krisen und schärfere gesetzliche Regulierung
Zu einer Krise des Immobilienmarkts im inzwischen gegründeten Deutschen Reich und damit auch der Hypothekenbanken kam es 1878/79 im Rahmen der Gründerkrise. Bereits in den Jahren zuvor waren immer höhere Hypothekenkredite ausgegeben worden und wegen der Konkurrenz zwischen den Banken die betreffende Immobilien zu hoch bewertet worden. Es folgten Zins- und Tilgungsrückstände von Schuldnern, Zwangsmaßnahmen und Abschreibungen sowie erhebliche Verluste in den Bankbilanzen. Besonders betroffen waren die Pommersche Hypotheken-Aktien-Bank, die Deutsche Grundcredit-Bank zu Gotha und die Preußische Boden-Credit-Aktien-Bank in Berlin. Kurz nach Überwindung dieser Turbulenzen setzte aber eine neue Welle der Gründung von Hypothekenbanken ein. Dafür war eine 1883 erfolgte Rechtsänderung in Preußen mitverantwortlich, die den Banken größeren Spielraum bei der Festlegung der Beleihungswerte einräumte. Allerdings bestanden im Detail weiterhin unterschiedliche gesetzliche Grundlagen in den verschiedenen deutschen Ländern.
Ende des 19. Jahrhunderts gab es im Deutschen Reich 40 Hypothekenbanken mit einem Darlehensbestand von 5,9 Milliarden Mark, von denen 29 als reine Hypothekenbanken und 11 als gemischte Hypothekenbanken galten. Viele dieser Banken waren zudem in mehrere Gesellschaften gegliedert, so dass Hypothekenbankenkonzerne entstanden. Erneut kam es zu riskanten Geschäftspraktiken und in den letzten Jahren des 19. Jahrhunderts häuften sich finanzielle Probleme der Hypothekenbanken. In vier Fällen kam es zu juristischen Verfahren. Erneut war die Pommersche Hypotheken-Aktien-Bank in solche Geschäfte verwickelt, was zu starken Kursverlusten ihrer Pfandbriefe und der Aktien der Bank selbst führte. Unter diesem Eindruck betrieben mehrere Großbanken die Gründung der „Schutzvereinigung der Pfandbriefinhaber“. Die Vereinigung sollte Gläubiger gegenüber den Banken vertreten. Ihre Einrichtung führte zu einer vorübergehenden Stabilisierung des Pfandbriefmarktes. Gravierender war der Fall der Preußischen Hypotheken-Aktien-Bank. Dort kam es zu Bilanzfälschungen, um einen Fehlbetrag von 35 Millionen Mark (bei 21 Millionen Mark Aktienkapital) zu verschleiern, und zur Abzweigung von Anlagegeld für private Spekulationen von Vorstandsmitgliedern. Nachdem die Frankfurter Zeitung darüber berichtet hatte, stürzte der Kurs der Bankaktien und ihrer Pfandbriefe so stark ab, dass der Handel mit beiden ausgesetzt wurde. Im Januar 1900 gründeten mehrere Berliner Großbanken und reichsweite Hypothekenbanken ein Konsortium zur Stützung der Preußenbankgruppe, um einen Zusammenbruch des Berliner Immobilienmarkts abzuwenden. Die Pfandbriefgläubiger gingen über eine teilweise Umwandlung ihres Kapitals in Aktien und dank der steigenden Aktienkurse mit einem Gewinn aus der Krise hervor. Allerdings ging die zum Preußenbankkonzern gehörende Deutsche Grundschuldbank im März 1901 in den Konkurs. Sie hatte Pfandbriefe für besonders riskante Projekte ausgegeben. Je nach Beteiligung am Reorganisationskonzept erlitten ihre Pfandbriefgläubiger einen Kapitalverlust von bis zu 61 Prozent. Die verschiedenen Krisen führten 1900 und 1901 zu einem teilweisen Rückzug der Anleger aus den Pfandbriefen.
Eine weitere Folge der Turbulenzen war eine schärfere gesetzliche Regelung des Hypothekenbankenwesens: Am 13. Juli 1899 sanktionierte Kaiser Wilhelm II. das Hypothekenbankgesetz (HBG), das als Spezialinstitutsgesetz am 1. Januar 1900 gleichzeitig mit dem BGB in Kraft trat. Es diente im Rahmen des Gläubigerschutzes dem Schutz der Pfandbriefgläubiger und galt für die privatrechtlich organisierten Hypothekenbanken sowie die öffentlich-rechtlichen Kreditanstalten. Das Gesetz schränkte die Geschäftsfelder von Hypothekenbanken auf Immobilien- und Kommunalfinanzierung sowie deren Refinanzierung über Pfandbriefe ein, untersagte ihnen andere Bankgeschäfte weitgehend und zwang jedes einzelne Institut zur Benennung von Treuhändern für die Pfandbriefgläubiger, die wiederum von den Aufsichtsbehörden bestellt wurden. Die Gläubiger überwachten die ordnungsgemäße Eintragung aller Pfandbriefe in Register und die jederzeit ausreichende Deckung der Pfandbriefe. Zudem durften neue Hypothekenbanken nur mit staatlicher konzession gegründet werden. Dazu kamen strengere Vorschriften zur Bewertung von immobilien und zur Deckung der ausgegebenen Pfandbriefe. Zudem erhielten Pfandbriefgläubiger eine bevorzugte Behandlung für den Fall eines Konkurses.

### Beruhigung des Geschäfts im 20. Jahrhundert
Tatsächlich führte die nun umfassende Regelung des Geschäftsmodells zu einer Marktstabilisierung, allerdings auch zu einer Dämpfung des Baugeschehens insbesondere in Berlin, da die Terraingesellschaften nicht mehr in dem Umfang wie zuvor durch Pfandbriefe finanziert wurden. Zu einer erneuten Krise der Hypothekenbanken kam es trotz eines allgemein abkühlenden Baulandmarkts bis zum Ersten Weltkrieg nicht mehr. Folgenreich war auch eine Vorschrift des Gesetzes von 1899, nach dem deutsche Hypothekenbanken lediglich Grundstücke innerhalb des Deutschen Reiches beleihen durften. Vergleichbare Institute anderer europäischer Länder wurden hingegen auch in Übersee aktiv und boten Pfandbriefe mit hohen Renditen an. Dennoch wuchs der Geschäftsumfang der deutschen Hypothekenbanken erheblich. Von 1900 bis 1913 erhöhte sich der Hypothekenbestand von 6,74 auf 11,43 Milliarden Mark und der Pfandbriefumlauf von 6,36 auf 10,88 Milliarden Mark.
Die Deutsche Genossenschafts-Hypothekenbank AG (DG-Hyp) entstand im Mai 1921 und gehört zum Genossenschaftsverbund. Im Dezember 1927 trat das Öffentliche Pfandbriefgesetz (ÖPG) in Kraft, das das Befriedigungsvorrecht der Pfandbriefgläubiger sicherte, im April 1943 sorgte das Schiffsbankgesetz für die Regulierung dieses Spezialzweigs der Grundpfandkredite.

### Hypothekenbanken im 21. Jahrhundert
Diese Spezialvorschriften fasste das seit Juli 2005 geltende Pfandbriefgesetz (PfandBG) zusammen, zumal wegen der Stärkung der Deckungsmasse durch die letzte Novelle des HBG und des ÖPG im April 2004 dabei nicht länger am Spezialbankprinzip festgehalten werden musste. Das PfandBG ermöglicht daher allen Kreditinstituten die Emission von Pfandbriefen, wenn die gesetzlichen Voraussetzungen erfüllt sind. Außerdem führte das PfandBG eine Namensänderung in Pfandbriefbanken ein, während die Hypothekenbanken ihre Bezeichnung behalten durften und ihre Banklizenz nach § 43 PfandBG in Verbindung mit § 32 KWG fortbesteht, ebenso die Fortgeltung der Geschäfte nach § 50 Abs. 2 PfandBG. Der Verband deutscher Pfandbriefbanken e. V. (vdp) hieß bis 2005 Verband deutscher Hypothekenbanken und vertritt heute 41 Mitgliedsinstitute. Als erste Geschäftsbank hat 2005 die SEB AG eine Lizenz der BaFin zur Emission von Pfandbriefen erhalten und daraufhin ihre bisherige Hypothekenbank mit dem Mutterinstitut verschmolzen.

## International
Hypothekenbanken kennt man auch im Ausland. In den meisten europäischen Staaten gibt es einen besonderen Namen für die durch Grundstücke und grundstücksgleichen Rechte gedeckten Pfandbriefe, was in Österreich, Frankreich, Dänemark, Griechenland, Italien, Spanien, Schweden und Deutschland durch Spezialgesetze geregelt ist. In Österreich darf nur eine kleine Anzahl von Hypothekenbanken Pfandbriefe ausgeben. Dabei dürfen die Hypothekenbanken nicht mehr Pfandbriefe emittieren als durch Hypotheken in gleicher Höhe gedeckt sind („ordentliche Deckung“). Frankreich kennt seit Dezember 1988 die „Obligation Foncière“, die vom „Crédit Foncière de France“ (CFF) emittiert werden. Seit Dezember 1998 gibt es in Frankreich einen spezifischen Rechtsrahmen für Hypothekenbanken.
Die beiden größten Hypothekenbanken der USA, Fannie Mae und Freddie Mac, waren nach der Finanzkrise ab 2007 im August 2008 zahlungsunfähig, so dass die US-Regierung mit Staatshilfen einspringen musste. In England musste im September 2007 die Hypothekenbank Northern Rock mit einem Notfallkredit der Bank of England gestützt werden. Als das Liquiditätsproblem der Hypothekenbank der Öffentlichkeit bekannt wurde, stürmten tausende Kunden die Bankfilialen, der Bank Run führte in zwei Tagen zur Abhebung von 2 Milliarden Pfund. Im Februar 2008 wurde Northern Rock verstaatlicht.